# Arboretum de Lisieux

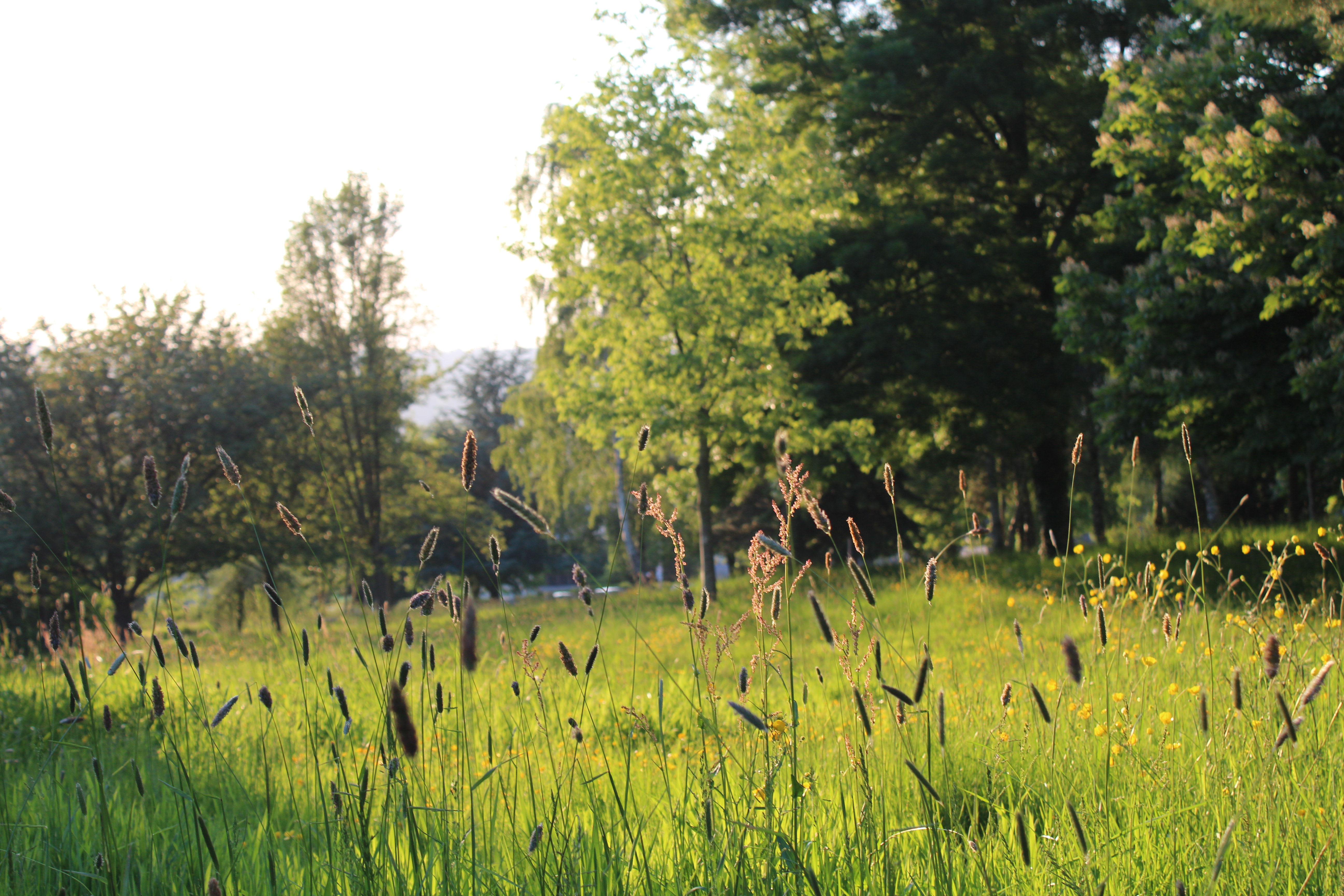
L'Arboretum de Lisieux

 (avril 2022).
Si vous disposez d'ouvrages ou d'articles de référence ou si vous connaissez des sites web de qualité traitant du thème abordé ici, merci de compléter l'article en donnant les références utiles à sa vérifiabilité et en les liant à la section « Notes et références ».
L'Arboretum de Lisieux est un vaste espace vert de 12 hectares regroupant plus de 700 arbres et 130 espèces différentes situé sur la commune de Lisieux. Il se découpe en deux sites au nord et au sud de la rue Roger Aini, d’une superficie respectivement de 4 et de 8 hectares.

## Histoire
Situé sur les coteaux du quartier de Hauteville non loin du centre-ville, l'Arboretum était autrefois un verger parsemé de diverses plantations. L'histoire du parc reste floue ; Hauteville se construisant dans les années 1960, le terrain serait resté en friche jusqu'en 1996. À partir de cette date-là, le lieu va prendre un nouveau tournant ; un premier recensement de la végétation est réalisé par Monsieur Deterville (professeur du collège Laplace) et ses élèves en collaboration avec le service espaces verts de Lisieux. Trois périodes de plantations ont suivi, en 1998, 2000 et 2001. Une tempête frappe la région en 1999 et les dégâts que subit l'Arboretum permettra à la ville d'obtenir des subventions pour replanter de nombreux arbres. Un premier schéma directeur du parc est enclenché avec la création de chemins piétonniers afin de relier Hauteville au centre-ville de Lisieux. C'est en 2007 que le parc urbain prend le nom de l'Arboretum du plateau Saint Jacques. Il dispose donc d'un patrimoine intéressant quoique peu ancien et non spécialisé, qui a fait l'objet d'un repérage et description des sujets remarquables. 

## Accès
L’accès au parc se fait, depuis le centre-ville, par quatre itinéraires différents :
1. Le premier, plus au sud et depuis la Basilique Sainte-Thérèse, est un accès via l’avenue Jean XXIII.
2. Le second accès se fait depuis le boulevard Jeanne d’Arc puis l’allée Jeanne d’Arc.
3. Le troisième accès se fait via la rue Roger Aini.
4. Le quatrième et dernier accès se fait depuis la rue de Paris puis le chemin de Lourdes.

Depuis le quartier de Hauteville, l’accès est beaucoup plus simple : l’Arboretum est desservi par la rue Roger Aini qui le traverse, l’accès au site principal se faisant également par le boulevard John F. Kennedy qu’il longe dans sa quasi-intégralité.
Deux espaces de stationnement sont disponibles le long du boulevard John F. Kennedy, et sont indiqués depuis la rue Roger Aini.
La ligne du réseau Astrobus n°1 s’arrête à proximité de l’Arboretum, à l’arrêt « Canada ».
Enfin, l’accès à l’Arboretum peut se faire à vélo via la piste cyclable longeant l’avenue Jean XXIII, déjà existant et maillon du futur plan vélo de la Ville de Lisieux.

## Fonctions
L'Arboretum de Lisieux se rattache à la catégorie d'Arboretum paysager, c'est-à-dire qu'il prend en compte la dimension esthétique dans le choix et la répartition des essences. Le parc est devenu petit à petit un support de déplacements, de jeux et d'activités pédagogiques auprès des écoles. En effet, un des rôles du parc est la pédagogie via l'accueil d’écoliers, de collégiens et de lycéens. En plus du rôle ornemental et ludique de l'Arboretum (avec un parcours d'orientation indiqué par 30 balises), il tient évidemment un rôle de maintien de la biodiversité. De plus, il offre un cadre agréable aux habitants du quartier et un coin de verdure à tous les Lexoviens.
Ce site fait l’objet d’une valorisation du patrimoine paysager au travers de diverses activités proposées par la Ville de Lisieux et la Communauté d'agglomération Lisieux Normandie. Il a été présenté à diverses occasions comme les journées des Enfants du Patrimoine (la veille des journées européennes du Patrimoine), ou le Printemps de l’Environnement.

## Biodiversité

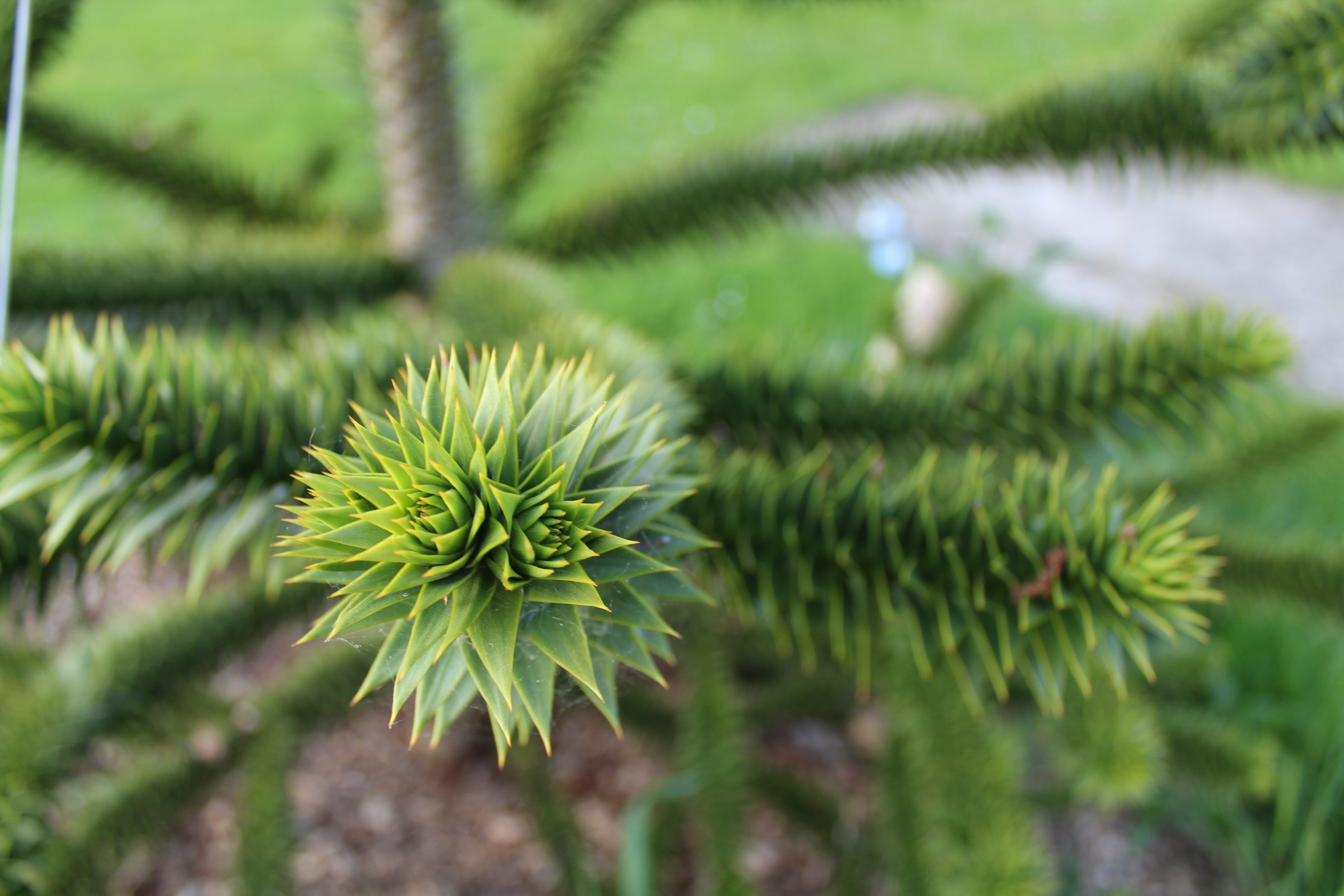
Araucaria dans l'Arboretum de Lisieux

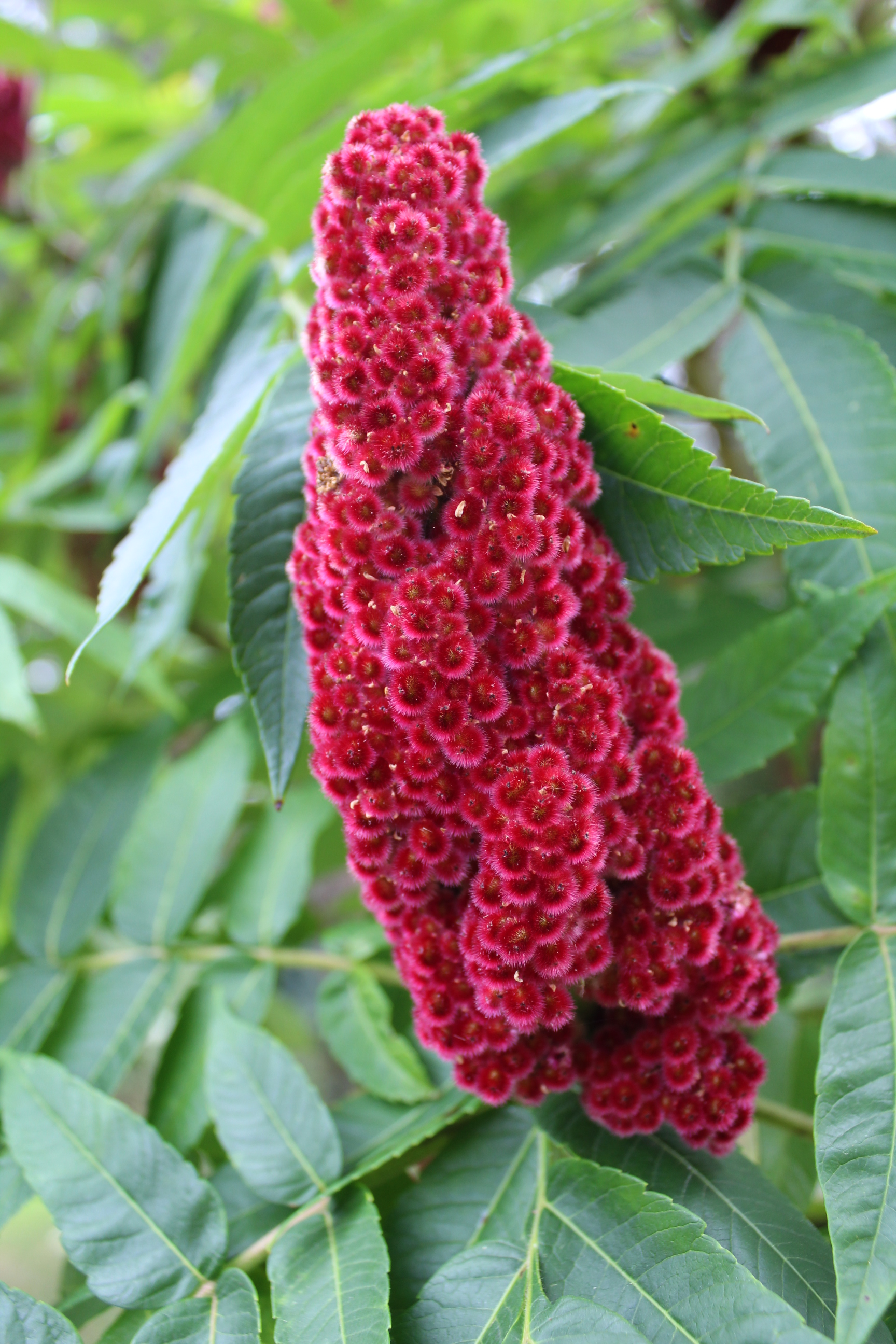
Fleur du Sumac de Virginie

La plupart des essences du parc sont indigènes et représentent la flore occidentale, il y a également quelques essences de collections. Le parc se divise en plusieurs espaces ; une partie boisée au nord de la rue Roger Aini autour du skate park, un espace verger avec essentiellement diverses variétés de pommiers, un coin plus forestier au sud et plusieurs zones en prairie. 
Il y a une majorité de feuillus dans cet arboretum, avec cependant des conifères remarquables comme le cèdre de l'Atlas, l'Araucaria ou encore le Cryptomère du Japon. En se promenant, on peut observer des espèces les plus communes ; hêtre, platane, tilleul, charme, chêne, marronniers… aux espèces les plus "exotiques" ; Ginkgo_biloba, Érable Trident, Metasequoia glyptostroboides, Sumac vinaigrier, Sophora...
On observe facilement plusieurs variétés d'une même espèce, comme pour les bouleaux ou les érables (champêtre, jaspé, tartaric, trident, négundo, pourpre pyramidal, rouge…). Certains possèdent des particularités intrigantes, que ce soit au niveau de la texture du tronc, la forme des feuilles, leur couleur, la taille de l'arbre, sa largeur, etc. 
Du mobilier urbain a été créée par les services techniques avec des chutes d'arbre ; des bancs en bois d'une forme originale et unique sont disposés dans le parc. Des nichoirs à mésanges ont été installés en 2021 pour favoriser la biodiversité et tenter d'atténuer l'impact d'insectes ravageurs comme les larves de papillons qui s'attaquent aux feuilles des marronniers.

## Entretien
Les services techniques doivent gérer la santé des arbres en milieu urbain en même temps que contrôler son ampleur. L'entretien des arbres demande beaucoup de temps, il est réalisé par une équipe de grimpeurs-élagueurs titulaires d'un certificat de spécialisation délivré par le ministère de l'agriculture. L'équipe est donc capable d'accompagner les arbres dans leur évolution et établir un diagnostic visuel des espèces. Ils peuvent intervenir pour une mise en sécurité en coupant certaines branches fragiles voir retirer le sujet entièrement s'il représente un danger. Le bois mort est retiré pour éviter des accidents, mais également pour éviter à l'arbre que cela devienne une porte d'entrée pour des éléments pathogènes. 
Les équipes techniques tentent de tailler le moins possible les essences, car une taille sévère fragilise l'arbre. Ce dernier va ensuite devoir compenser la perte de masse foliaire par une réaction parfois brutale, il va devoir puiser dans ses réserves énergétiques au niveau des racines. Certaines essences réagissent plus que d'autres à la taille. Sur les bords de l'Arboretum, certains arbres comme les rangées de Tilleuls (Boulevard J.F Kennedy) sont entretenues par des tailles architecturées qui sont plus régulières mais qui limitent les dégâts. 
Aujourd'hui, dans le but de préserver la biodiversité du site, l'équipe de Lisieux travaille en gestion différenciée sur l'Arboretum. Cela implique de s'adapter aux besoins en entretien de chaque espace selon ses usages. Il y a une réelle valorisation du déchet organique pour éviter les traitements phytosanitaires; l'herbe tondue est laissée partiellement sur place afin de l'utiliser comme paillis formant une couche protectrice sur le sol. Des bandes de pelouse sont aussi tondues afin de pouvoir cheminer à travers le parc au plus près des arbres.

## Projet de renouvellement urbain de Hauteville
Le quartier de Hauteville a été sélectionné aux côtés de 200 autres quartiers en France, pour faire l’objet d’un programme de renouvellement urbain. Différentes études urbaines ont permis de dégager un schéma directeur. Plusieurs scénarios étaient proposés à l’origine, et c’est celui accordant une place centrale à l’Arboretum qui a été choisi (source : convention NPNRU).
Le parc devrait ainsi s’étendre sur près d’un kilomètre, jusqu’à l’école Saint-Exupéry, en croisant la rue Pierre Corneille, longeant l’avenue du Président Coty, croisant l’avenue du Maréchal Lyautey ainsi que la rue Eugène Boudin. Le parc sera ainsi étendu sur près de 2 hectares.
L’aménagement du parc a fait l’objet depuis juin 2021 d’une concertation auprès des habitants du quartier et de toute la ville plus généralement, afin d’en préciser le programme et les ambitions : quel mobilier urbain, quels jeux, quelles ambiances paysagères, etc. Un questionnaire ayant recueilli près de 350 contributions d’habitants de Hauteville et d’autres quartiers de Lisieux a permis de recueillir de nombreux avis.